# Выповские (дворянский род)
Выповские — древний русский дворянский род.

## История рода
Афанасий и Иван Алферьевичи, Матвей Фёдорович владели поместьями в Деревской пятине (1495).
Иван Выповский пристав у цесарского посла (1506). Дети боярские Поздняк и Остафий Васильевичи упомянуты (1534—1542). Новгородские дети боярские Сулеш Невзоров и Русин Иванович зачислены в состав московского дворянства (1550). Сын боярский Истома Ефремович упомянут (1550), дозорщик (1575). Степан (Стефан) Петрович убит при взятии Казани (1552), имя его записано в синодик московского Успенского собора на вечное поминовение. Сулеш Невзорович и Третьяк Степанович поручились по князю Серебряному (1565). По опричнине казнены: новгородский рассыльщик Андрей Выповский (Новгород 1570), Алферий и Шестак Выповские (Псков 1570), по делу Земского правительства казнены Сила и Пётр Выповские (Москва 1570) их имена занесены в синодик опальных. Истома Выповский шуйский писец (1575). Андрей Выповский владел поместьем в Шелонской пятине (1576). Тихон Степанович упомянут (1583), а Иван Иванович (1593).
Филипп Фёдорович, Иван и Иван Никифорович получили право на получение вотчин за московское осадное сидение (1618). Двоюродный дядя царицы Евдокии Фёдоровны Лопухин Илларион Дмитриевич († 1671) муж Елены Никифоровны Выповской.

## Известные представители
- Выповский Иван Никифорович — жилец (1619), стольник патриарха Филарета (1629), московский дворянин (1636—1640), воевода в Яренске (1647).
- Выповский Фёдор Иванович — стряпчий (1646—1660), стольник (1658—1686), жена сделала вклад по его душе в Рождественский монастырь (1694).
- Выповский Фёдор Иванович — московский дворянин (1672—1677)[5].